# Нюгор, Альфонс
Альфонс Брур Эрик Нюгор (швед. Alfons Bror Erik Nygaard; род. 20 апреля 2002, Аннеберг, Халланд) — шведский футболист, нападающий клуба «Гётеборг».

## Клубная карьера
Футболом начинал заниматься в «Аннеберге» из своего родного города. Оттуда в 2013 году перешёл в академию «Гётеборга», где выступал за различные юношеские команды. В феврале 2021 года провёл два матча на групповом этапе кубка страны против «Сандвикена» и «Сундсвалля». В конце октября того же года подписал с клубом первый профессиональный контракт, рассчитанный до конца 2022 года. 5 сентября 2022 года дебютировал в чемпионате Швеции в игре с «Мьельбю», появившись на поле на 86-й минуте вместо Густава Нурлина.

## Клубная статистика
| Выступление      | Выступление      | Выступление      | Лига | Лига | Кубки | Кубки | Конт. кубки | Конт. кубки | Итого | Итого |
| Клуб             | Лига             | Сезон            | Игры | Голы | Игры  | Голы  | Игры        | Голы        | Игры  | Голы  |
| ---------------- | ---------------- | ---------------- | ---- | ---- | ----- | ----- | ----------- | ----------- | ----- | ----- |
| Гётеборг         | Алльсвенскан     | 2021             | 0    | 0    | 2     | 0     | 0           | 0           | 2     | 0     |
| Гётеборг         | Алльсвенскан     | 2022             | 1    | 0    | 0     | 0     | 0           | 0           | 1     | 0     |
| Гётеборг         | Итого            | Итого            | 1    | 0    | 2     | 0     | 0           | 0           | 3     | 0     |
| Всего за карьеру | Всего за карьеру | Всего за карьеру | 1    | 0    | 2     | 0     | 0           | 0           | 3     | 0     |